# Jean Florimond Boudon de Saint-Amans
Jean Florimond Boudon de Saint-Amans (n. 24 iunie 1748, Agen, Guyenne⁠(d), Franța – d. 28 octombrie 1831, Agen, Aquitaine, Franța) a fost un naturalist francez care s-a preocupat în cărțile sale de botanică, agricultură, cultura antică și antichități. Abrevierea numelui său în cărțile științifice este St.-Amans.

## Biografie

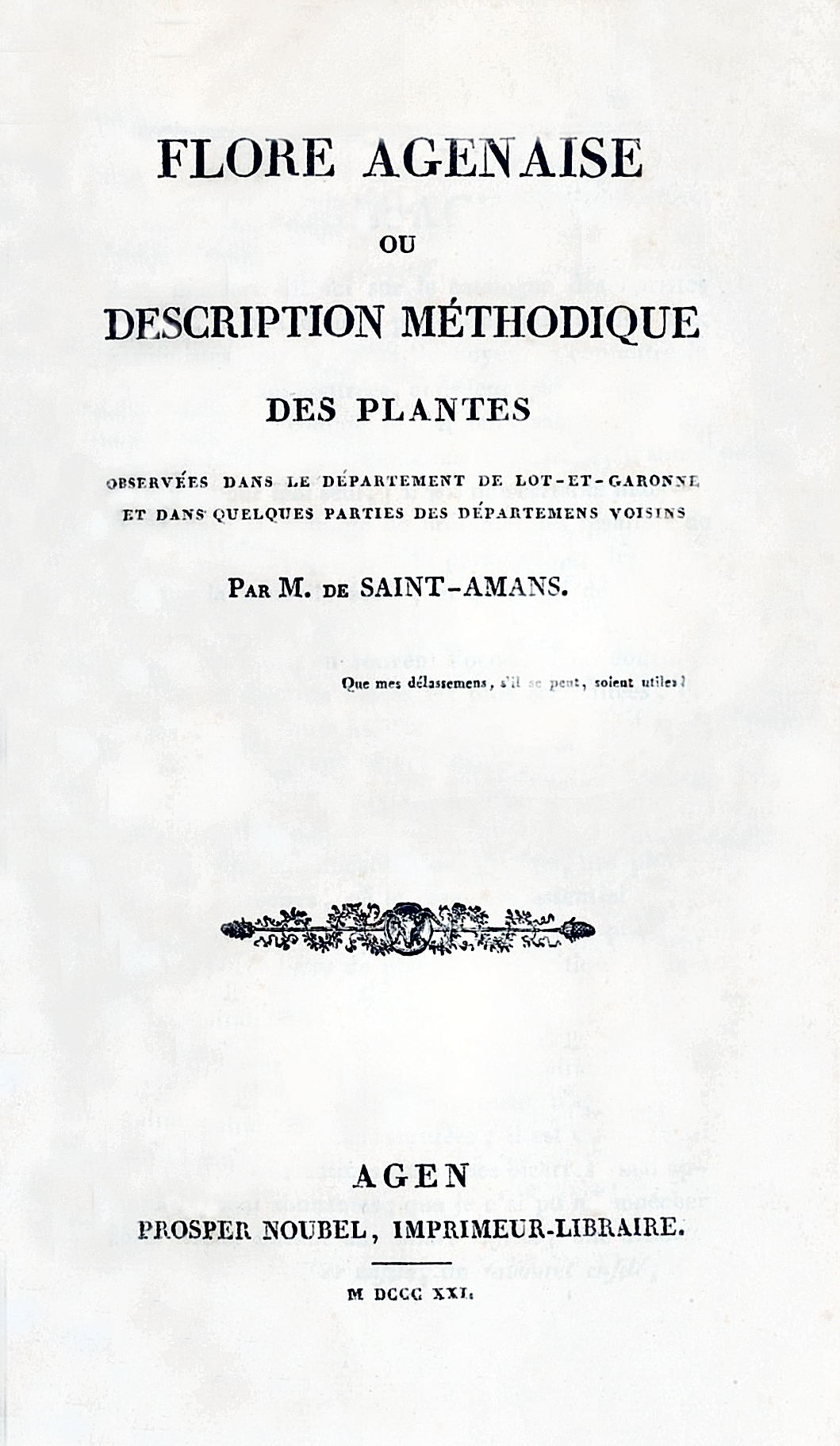
Saint-Amans - Flore agenaise

Tânărul Jean Florimond a intrat la vârsta de 18 ani în regimentul de infanterie din Vermandois, în cadrul căruia a participat la întreprinderi militare în Caraibe (1767-1769). În 1773, el a părăsit armata, s-a căsătorit pe 22 iunie al anului cu o moștenitoare bogată, Marie Gertrude de Guilhem de Lallié (n.1754, cu care a avut 7 copii) și s-a mutat înapoi în orașul natal Agen. La 1 ianuarie 1776 a fondat acolo, împreună cu 8 prieteni, societatea științifică La Société des Sciences, Belles-Lettres et Arts d’Agen.
Ca om politic, el a fost numit consul al Agen-ului în 1779 și 1783, iar în 1791 comisar al regelui Ludovic al XVI-lea cu misiunea formării unui departament Lot-et-Garonne. Deși respins ca nobil în 1793, el totuși a fost numit numai un an mai târziu membru al consiliului de administrație al agriculturii în Ministerul de Interne, înainte de a fi stabilit membru al Consiliului Central de Educației și, în 1796, a devenit profesor de istorie naturală la École Centrale de la Lot-et-Garonne. Ca profesor de botanică, el a creat o grădină botanică în Agen, pentru a oferi posibilități de a extinde cultivarea plantelor, pentru a prezenta-o agricultorilor, funcționarilor de sănătate, farmaciștilor precum botaniștilor, dând astfel și tuturor cetățenilor posibilitatea de a dobândi cunoștințe. În anul 1800, data înființării departamentului, Boudon de Saint-Amans a fost ales președinte al Consiliului general de Lot-et-Garonne, o funcție pe care a deținut-o până la moartea sa în 1831.  .

## Onoruri
Savantul a fost membru sau membru corespondent în mai mult de 20 de societăți științifice, între altele la Académie des sciences, belles-lettres et arts de Bordeaux, Société linnéenne de Bordeaux, Société linnéenne de Lyon, Société linnéenne de Paris, Société des antiquaires de France din Paris sau la Society of Antiquaries of Scotland.
El a fost decorat cu ordinul Legiunea de Onoare în rang de cavaler.

## Opere (selecție)[10]
- Le Spectateur Champêtre  Editura Noubel, Agen 1784
- Fragmens d'un voyage sentimental et pittoresque dans les Pyrénées ou Lettre écrite de ces montagnes, Editura  Devilly, Metz 1789
- Rapport fait au conseil du département de Lot-et-Garonne sur les maladies carbunculaires auxquelles les bestiaux sont sujets, principalement dans les années pluvieuses, nr. 1, Agen, 1792
- Rapport fait au conseil du département de Lot-et-Garonne sur les maladies carbunculaires auxquelles les bestiaux sont sujets, principalement dans les années pluvieuses, nr. 2, Agen, 1794
- Traité élémentaire sur les plantes les plus propres à former les prairies artificielles, Editura V.e Noubel et fils aîné, Agen 1795,  (și Paris 1797)
- Philosophie entomologique : ouvrage qui renferme les généralités nécessaires pour s'initier dans l'étude des insectes, Editura R. Noubel, Agen 1798
- Description abrégée du département de Lot-et-Garonne, Editura R. Noubel, Agen 1800
- Voyage agricole, botanique et pittoresque, dans une partie des Landes de Lot et Garonne, et de celles de la Gironde, Editura Prosper Noubel, Agen 1818
- Flore agenaise; ou, Description méthodique des plantes observées dans le département de Lot-et-Garonne et dans quelques parties des départemens voisins, Editura Prosper Noubel, Agen 1821
- Essai sur les antiquités du département de Lot-et-Garonne,  Editura Prosper Noubel, Agen 1859